# Notomenia
Notomenia is een geslacht van wormmollusken uit de  familie van de Notomeniidae.

## Soort
- Notomenia clavigera Thiele, 1897